# NGC 6777
NGC 6777 is een dubbelster in het sterrenbeeld Pauw. Het hemelobject werd in 1751 ontdekt door de Franse astronoom Nicolas Louis de Lacaille.

## Synoniemen
- ESO 72-**15
- SAO 257685 & 257686